# Oakland Roots Sports Club
Oakland Roots SC é um clube americano de futebol profissional com sede em Oakland, Califórnia . O clube foi formado em 2018 e deve começar a jogar na National Independent Soccer Association em setembro de 2019. 

## História
O clube foi formado em julho de 2018, quando foi anunciado que o clube seria conhecido como Oakland Roots Sports Club.  O clube originalmente estava programado para jogar na NPSL Founders Cup, mas finalmente se retirou e ingressou na National Independent Soccer Association .   O Roots é o primeiro clube profissional a jogar na região de San Francisco-Oakland desde que o San Francisco Deltas foi fechado em 2017. 

## Estatísticas

### Participações
|  | Participações em 2020 |

| Competição     | Competição               | Temporadas | Melhor campanha  | Estreia | Última | P | R |
| Estados Unidos | Lamar Hunt U.S. Open Cup | 1          | Estreante (2020) | 2020    | 2020   |   | – |